# Inga wittiana
Inga wittiana är en ärtväxtart som beskrevs av Hermann August Theodor Harms. Inga wittiana ingår i släktet Inga och familjen ärtväxter. Inga underarter finns listade i Catalogue of Life.